# Нокнари
Нокнари (англ. Knocknarea, ирл. Cnoc na Riabh) — гора в Ирландии.
Нокнари является сплошной, монолитной горой из известняка, высотой в 327 метров. Расположена на крайнем северо-западе Ирландии, в графстве Слайго. Имеет необычную округлую форму. Ирландское название горы переводится различно — как Лунная гора, Королевский холм, Полосатый холм и пр.
На склонах Нокнари находятся кэрны (скальные захоронения), среди которых выделяется своей величиной гробница легендарной королевы Коннота Медб. Согласно преданию, здесь прекрасная и бесстрашная Медб сидит выпрямившись, одетая в боевые доспехи и с мечом, обратив невидящий взор на север, в сторону своих врагов из древнего королевства Ольстер.

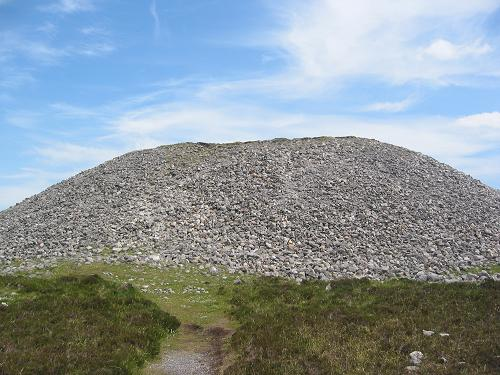
Пирамида королевы Медб на вершине Нокнари

Могила Медб до сих пор остаётся недоступной для археологов, поэтому проверить истинность легенды не представляется возможным. В то же время учёные относят время возведения этого захоронения к неолиту, хотя королева Медб правила позже, уже в эпоху железа. Каменная пирамида Медб шириной в 55 метров и высотой в 10 метров является крупнейшим неисследованным древним захоронением Ирландии. Вес использованных при её возведении камней оценивается в 40 тысяч тонн.
Южнее горы Нокнари находятся также доисторические святилища Карроумор и Карроукил.